# Paulegrün
Paulegrün ist eine Wüstung im Stadtgebiet von Kirchenlamitz im oberfränkischen Landkreis Wunsiedel.
Paulegrün lag vermutlich westlich der Lamitz, der Ortsteil Wustung bei Schnepfenmühle ist daraus hervorgegangen. Der Ort wurde bereits 1403 im Lehenbuch des Nürnberger Burggrafen Johann III. als Wüstung genannt. 1408 verpfändete Johann III. Burg und Amt Epprechtstein an Oswalt von Truhendingen, der es 1412 schließlich ganz in Besitz nahm. Paulegrün ist beide Male als Wüstung in der Aufzählung der Güter zu finden. In der Berg-Historia von Johann Wilhelm Kretschmann gibt es für das Jahr 1479 einen Hinweis auf Zinnbergbau. Eine weitere Erwähnung der Wüstung befindet sich im Landbuch der Sechsämter von 1499.